# Lips on Lips
Lips on Lips è il primo EP in inglese della cantante sudcoreana Tiffany, pubblicato il 22 febbraio 2019 dalla Transparents Art.

## Tracce
1. Born Again
2. Lips on Lips
3. The Flower
4. Not Barbie
5. Runway (feat. Babyface)